# Jala Kendua
Jala Kendua là một thị trấn thống kê (census town) của quận Haora thuộc bang Tây Bengal, Ấn Độ.

## Nhân khẩu
Theo điều tra dân số năm 2001 của Ấn Độ, Jala Kendua có dân số 5783 người. Phái nam chiếm 49% tổng số dân và phái nữ chiếm 51%. Jala Kendua có tỷ lệ 50% biết đọc biết viết, thấp hơn tỷ lệ trung bình toàn quốc là 59,5%: tỷ lệ cho phái nam là 56%, và tỷ lệ cho phái nữ là 44%. Tại Jala Kendua, 18% dân số nhỏ hơn 6 tuổi.